# Stefan Mihajlov
Stefan Mihajlov (serbisch-kyrillisch Стефан Михајлов, * 29. Juni 2001) ist ein serbischer Leichtathlet, der sich auf den Sprint spezialisiert hat.

## Sportliche Laufbahn
Erste internationale Erfahrungen sammelte Stefan Mihajlov im Jahr 2018, als er bei den U18-Europameisterschaften in Győr mit 11,25 s in der ersten Runde im 100-Meter-Lauf ausschied. 2021 belegte er bei den Balkan-Meisterschaften im heimischen Smederevo in 40,98 s den fünften Platz mit der serbischen 4-mal-100-Meter-Staffel.
2021 wurde Mihajlov serbischer Meister in der 4-mal-100-Meter-Staffel.

## Persönliche Bestzeiten
- 100 Meter: 10,57 s (+1,7 m/s), 5. Juni 2021 in Kraljevo
  - 60 Meter (Halle): 6,96 s, 15. Januar 2022 in Belgrad
- 200 Meter: 21,80 s (−0,1 m/s), 6. September 2020 in Novi Pazar
  - 200 Meter (Halle): 22,79 s, 16. Januar 2021 in Belgrad